# Paris–Roubaix 1950

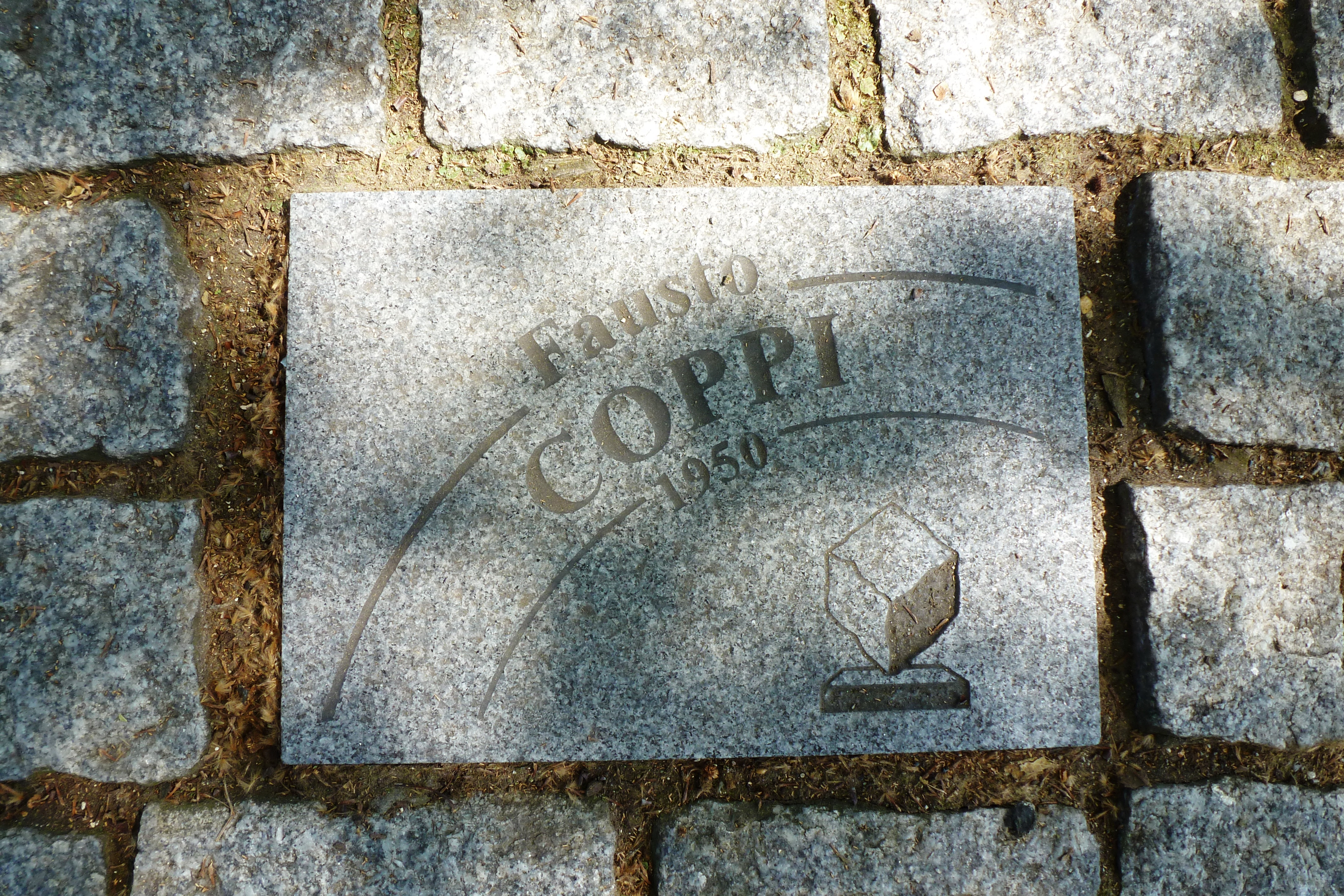
Pflasterstein zu Ehren von Fausto Coppi auf der Allée Charles Crupelandt in Roubaix

Das Eintagesrennen Paris–Roubaix 1950 war die 48. Austragung des Radsportklassikers und fand am Sonntag, den 9. April 1950, statt.
Das Rennen führte von Saint-Denis, nördlich von Paris, nach Roubaix, wo es im Vélodrome André-Pétrieux endete. Die Strecke war 247 Kilometer lang. Es gingen 231 Fahrer an den Start, von den sich 76 platzieren konnten. Der Sieger Fausto Coppi absolvierte das Rennen mit einer Durchschnittsgeschwindigkeit von 39,123 km/h.
Es herrschte sintflutartiger Regen. Das Rennen wurde von einer Gruppe von 20 Fahrern angeführt. An der Verpflegungskontrolle in Arras fuhr Coppi einen Angriff, und nur Maurice Diot konnte ihm folgen. Diots Sportlicher Leiter Antonin Magne wies ihn an, nicht mit Coppi zusammenzuarbeiten. Als Reaktion darauf ging Coppi 45 Kilometer vor dem Ziel auf eine Solofahrt, mit einer Übersetzung von 52:15, und gewann das Rennen. Diese Fahrt von Coppi gilt in der Radsportgeschichte als legendär.